# ألنيس إنكانا
ألنيس إنكانا، الألدر الرمادي أو الألدر المبقع هو نوع من الأشجار في عائلة البتولا، مع مجموعة واسعة عبر الأجزاء الأكثر برودة في نصف الكرة الشمالي.